# Eleições presidenciais nos Estados Unidos

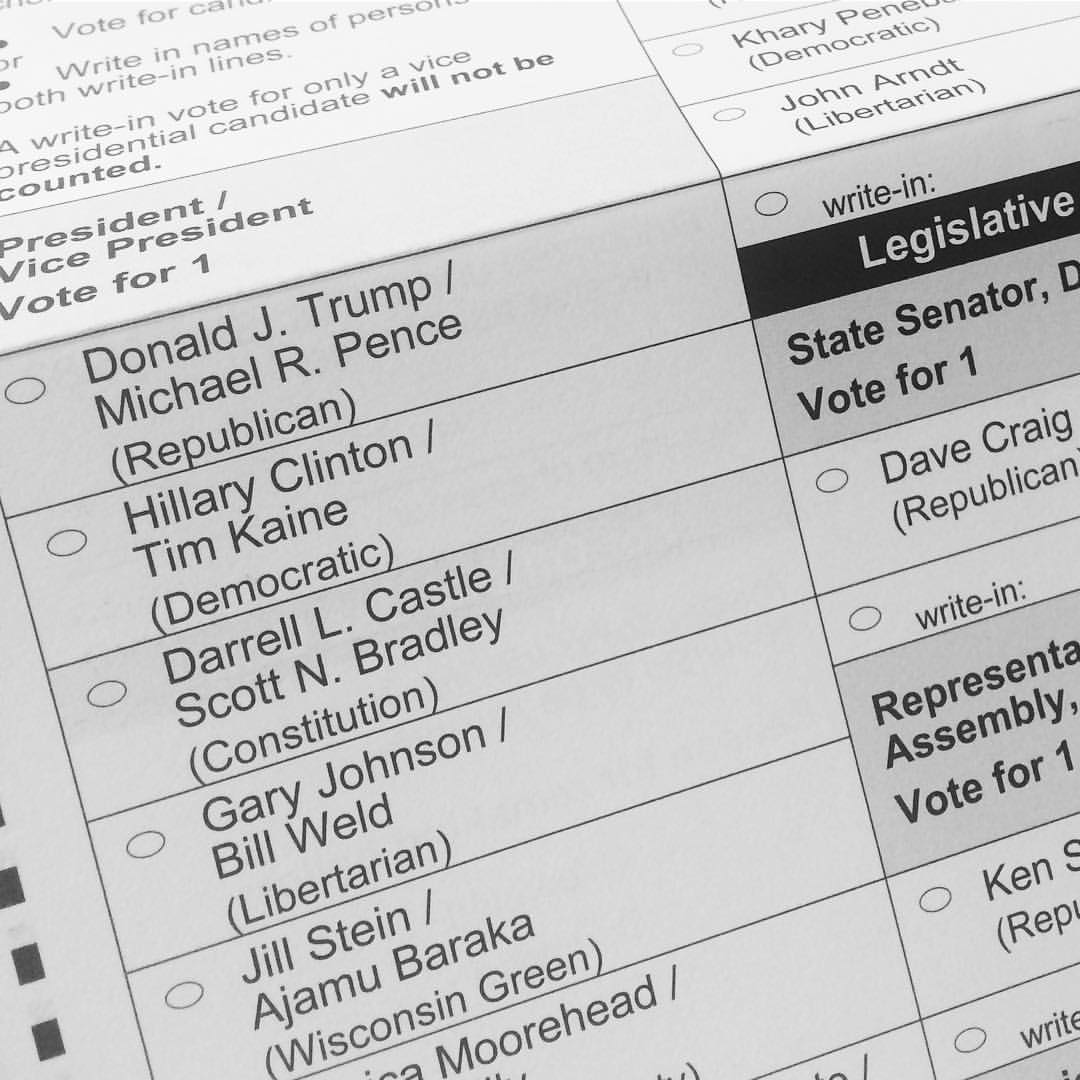
Uma cédula para a eleição presidencial de 2016 e para outras eleições daquele ano, listando os candidatos à presidência e à vice-presidência

As eleições presidenciais nos Estados Unidos decidem sobre o cargo do presidente e vice-presidente dos Estados Unidos. Trata-se de um sistema de eleição indireta em que os cidadãos dos Estados Unidos registrados para votar em um dos cinquenta estados americanos ou em Washington D.C., votam não diretamente para esses cargos, mas sim para membros do Colégio Eleitoral. Esse sistema de votação data de 1787, quando a Constituição dos EUA estava sendo elaborada, e era praticamente impossível a realização de uma votação popular nacional para eleger um presidente, por conta do tamanho do país e das dificuldades de comunicação.
As eleições presidenciais ocorrem quadrienalmente, com os eleitores registrados votando no dia da eleição, que desde 1845 é a primeira terça-feira após 1º de novembro. Esta data coincide com as eleições gerais de várias outras disputas federais, estaduais e locais; como os governos locais são responsáveis por administrar as eleições, essas disputas normalmente aparecem todas em uma única cédula.
Os eleitores do Colégio Eleitoral, então, expressarão formalmente seus votos eleitorais na primeira segunda-feira após 12 de dezembro na capital de seu estado. O Congresso então certifica os resultados no início de janeiro, e o mandato presidencial começa no Dia da Posse, que desde a aprovação da Vigésima Emenda foi definido para 20 de janeiro.

## Colégio eleitoral
A palavra "colégio eleitoral" simplesmente se refere a um grupo de pessoas com uma tarefa comum. Essas pessoas são chamadas de "electors" (delegados) e sua função é nomear o presidente e o vice-presidente.
O presidente se elege em uma assembleia formada por 538 delegados. Este número é igual à soma de 100 Senadores + 435 Deputados + 3 Delegados de Washington D.C., que não tem senadores mas sim delegados. Cada estado contribui com um número de delegados, cujo número é igual à soma de seus deputados mais seus senadores no Congresso. Exceto Washington D.C., que não tem senadores, mas sim três delegados. Como há 538 delegados no total, um candidato precisa de pelo menos 270 para ser eleito. O que se traduz em metade dos 538 (ou 269) + 1 = 270 delegados a serem eleitos presidente dos Estados Unidos.
Nas cédulas de votação, cada candidato a presidência leva junto do nome, o nome do vice-presidente e do partido afiliado. Mas esses votos não elegem de imediato o presidente. Eles apenas ordenam aos Delegados que votem no candidato que elegeram. Em alguns Estados, não há uma obrigatoriedade expressa, mas, na prática, esses delegados sempre votam no candidato que ganhou mais votos em seu Estado. Se um delegado votar contra a escolha presidencial de seu Estado, é considerado "infiel". Até hoje, nenhum resultado foi alterado por eleitores "infiéis".

### Homologação do resultado pelo Congresso
De acordo com a Lei da Contagem Eleitoral de 1887, em janeiro, poucos dias antes da posse do presidente eleito pelo Colégio Eleitoral, membros da Câmara dos Representantes e do Senado Federal se reúnem para a contagem e certificação dos votos do Colégio Eleitoral, chancelando o resultado das eleições.
A sessão é presidida pelo vice-presidente em exercício. já que ele acumula a função de presidente do Senado. Ele deve abrir os certificados dos votos eleitorais emitidos por cada estado e os entrega a "contadores" para lerem em voz alta.
Tão logo a contagem de votos do Colégio Eleitoral daquele estado é realizada, o vice-presidente pergunta se há objeções na Casa. Quaisquer objeções são então lidas, e a sessão é suspensa. Os membros das duas casas (Senado e Câmara) então as avaliam separadamente.
A discussão de cada objeção é limitada a duas horas. Ambas as casas então votam na objeção. Após a contagem de todos os votos, o vice-presidente declara o vencedor geral da eleição.

## Procedimento da votação
Quando um cidadão vota no seu candidato, esta pessoa na verdade está votando para instruir o delegado de seu estado em quem votar no colégio eleitoral. Por exemplo, se um eleitor vota no candidato do Partido Republicano, realmente esta pessoa está ordenando ao delegado de seu estado para que vote no candidato republicano no Colégio Eleitoral. Assim, quando um candidato vence em um estado pelo voto popular, ele automaticamente ganha os votos de todos os delegados desse estado. Dessa forma, é possível um candidato ser derrotado nas urnas, mas ser eleito graças ao Colégio Eleitoral.
Esta situação já ocorreu cinco vezes na história norte-americana. A primeira foi em 1824, quando John Quincy Adams foi escolhido pela Câmara para ocupar a presidência; a segunda se deu em 1876, elegendo o presidente Rutherford B. Hayes; a terceira ocorreu em 1888, quando foi eleito presidente Benjamin Harrison; a quarta foi no ano de 2000, quando George W. Bush obteve mais votos de delegados que seu oponente Al Gore, que ganhou nos votos populares; e a última foi em 2016, quando Donald Trump venceu no colégio eleitoral, mas Hillary Clinton o superou no número de votos populares.
Caso nenhum candidato obtenha mais de 270 votos no Colégio Eleitoral, a 12ª Emenda entra em vigor e a Câmara dos Representantes dos Estados Unidos decide quem será o novo presidente e o Senado dos Estados Unidos escolhe o vice. Cada delegação de congressistas de cada estado têm direito a um voto, e uma simples maioria de estados nomeia o vencedor.

## Críticas
Os críticos do sistema norte-americano enfatizam que mesmo um candidato perdendo nos votos populares, ao conseguir 270 votos, se elege presidente pelo colégio eleitoral. Teoricamente, um candidato pode perder em 38 estados, mesmo não obtendo um só voto dos delegados, e sem problemas, eleger-se  presidente por ganhar o voto dos delegados dos 12 estados abaixo:

Votos no Colégio Eleitoral por estado.

| Estado            | Delegados |
| ----------------- | --------- |
| Califórnia        | 54        |
| Texas             | 40        |
| Flórida           | 30        |
| Nova Iorque       | 28        |
| Illinois          | 19        |
| Pensilvânia       | 19        |
| Ohio              | 17        |
| Carolina do Norte | 16        |
| Geórgia           | 16        |
| Michigan          | 15        |
| Nova Jersey       | 14        |
| Virgínia          | 13        |
| Total             | 281       |

## Casos históricos
Historicamente, houve cinco casos em que um candidato não havia ganho as eleições populares e se elegeu presidente:
- Em 1824, o candidato John Quincy Adams conquistou 113 122 votos populares, sendo que seu adversário, Andrew Jackson, ganhou no voto popular com 151 271. Como ambos não alcançaram o mínimo de votos no Colégio Eleitoral, a decisão de quem ocuparia a presidência foi tomada pela Câmara dos Representantes, que elegeu Quincy Adams como presidente.[3]
- Em 1876, no total de votos no Colégio Eleitoral de 369, no mínimo era preciso 185 para ganhar. O candidato republicano, Rutherford B. Hayes, conquistou 4 036 298 votos populares e 185 votos dos delegados dos estados. Hayes se elegeu presidente. Seu adversário, o democrata Samuel J. Tilden ganhou no voto popular com 4 300 590 votos, mas só alcançou 184 votos no Colégio Eleitoral.[4]
- Em 1888, no total de votos no Colégio Eleitoral de 401, no mínimo era preciso 201 para ganhar. O candidato republicano, Benjamin Harrison, conquistou 5 439 853 votos populares e 233 votos dos delegados dos estados. Harrison se elegeu presidente. Seu adversário, o democrata Grover Cleveland, ganhou no voto popular com 5 540 309 votos, mas só obteve 168 votos no Colégio Eleitoral.[5]
- Em 2000, no total de votos no Colégio Eleitoral de 538, no mínimo era preciso 270 para ganhar. O candidato republicano, George W. Bush, conquistou 50 456 987 votos populares e 271 votos dos delegados dos estados, suficientes para ganhar a presidência. O democrata, Al Gore, ganhou no voto popular, com 51 003 926 votos, mas só obteve 266 votos no Colégio Eleitoral.[6]
- Em 2016, no total de votos no Colégio Eleitoral de 538, no mínimo era preciso 270 para ganhar. O candidato republicano, Donald Trump, conquistou 62 979 636 votos populares e 306 votos dos delegados dos estados, suficientes para ganhar a presidência. A democrata, Hillary Clinton, ganhou no voto popular, com 65 844 610 votos, mas só obteve 232 votos no Colégio Eleitoral.[7]